# Camill Heller
Camill Heller (26 de Setembro de 1823 - 25 de Fevereiro de 1917) foi um zoólogo e anatomista.
Heller nasceu em Teplitz na Boémia. Recebeu um doutoramento em estudos médicos em Viena, no ano de 1849. Heller foi 'Professor de Zoologia e Anatomia Comparada' na Universidade de Cracóvia, na Polônia, de 1958 a 1863 e desde 1863 até a sua retirada ensinou na Universidade de Innsbruck, na Áustria.
Heller especializou-se primeiramente em crustáceos mas também trabalhou em briozoários, equinodermes, picnogonídeos e tunicados. Ele relatou, por exemplo, em material da circum-navegação com a fragata austríaca "Novara" (1857-59) e publicou seus relatos sobre a fauna litorânea, crustáceos, zoófitos e equinodermos do mar Adriático:
- Rhachotropis helleri (Boeck, 1871),
- Paramysis helleri (G.O. Sars, 1877) ,
- Amphithoe (Pleonexes) helleri (G. Karaman, 1875),
- Holothuria helleri (von Marenzeller, 1878),
- Molgula helleri (Drasche, 1884),
- Penares helleri (Schmidt, 1864),
- Charybdis helleri (A. Milne-Edwards, 1867),
- Ocenebra helleri (S. Brusina, 1865),
- Zeuxoides helleri (Sieg, 1980),
- Stellata helleri (Schmidt, 1864).